# کنسانتره

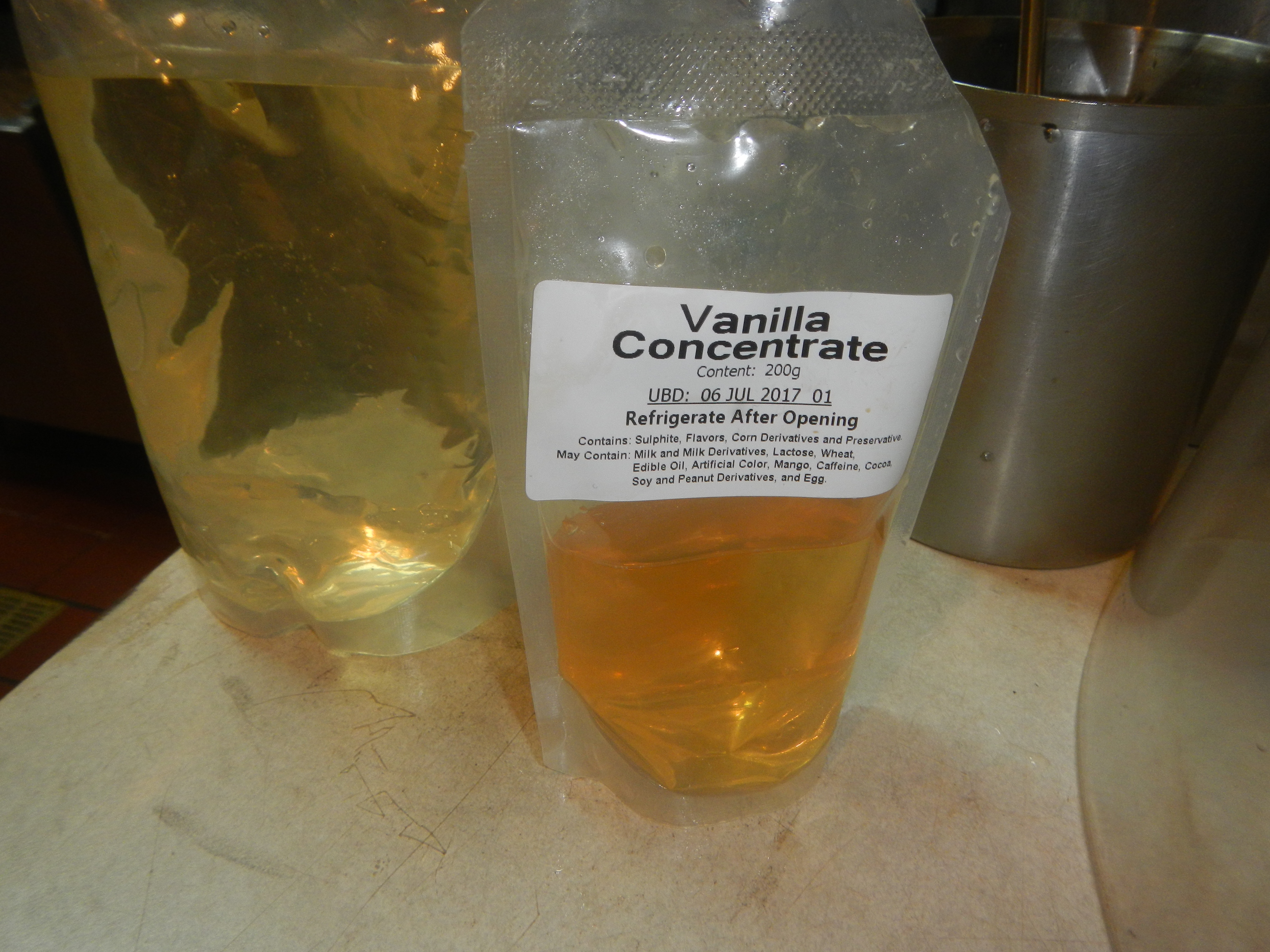
کنسانتره

کنسانتره (به فرانسوی: Concentré) شکلی از ماده است که اکثر اجزای اصلی تشکیل‌دهنده یا حلال آن را حذف کرده‌اند. معمولاً با گرفتن آب موجود در یک محلول یا سوسپانسیون، مثلاً گرفتن آب موجود در آبمیوه و تبدیل آن به پودر یا عصاره، کنسانتره تشکیل می‌شود.

## اصطلاح
اصطلاح کنسانتره در خوراک دام نیز به کار می‌رود و ماده غذایی برای تغذیه دام است. کنسانتره در تغذیه دام شامل تمام مواد مورد نیاز برای پرواربندی دام بوده و کمابیش دارای بیش از ۷ درصد از پروتیین و ۱۸ درصد فیبر است.
مفهوم کنسانتره در تغذیهٔ طیور، با مفهوم آن در تغذیهٔ دام متفاوت است. بطوریکه کنسانترهٔ طیور صرفاً شامل مواد ریز مغذی شامل اسید آمینه‌ها و ویتامین‌ها و مواد معدنی و فسفر و کلسیم و… می‌باشد.

## کاربرد
امروزه عمدهٔ کاربرد کلمه کنسانتره در تغذیه دام و طیور، و سپس در صنایع غذایی می‌باشد. معنی لغوی کنسانتره یعنی فشرده شده؛ و به هر ماده ای که دارای ترکیبات غنی و فشرده از یک یا چند نوع ماده باشد کنسانتره می‌گویند. بعنوان مثال در کنسانتره طیور، غلظت اسیدهای آمینه و ویتامین‌ها و مواد معدنی بالاست.
فایده تولید کنسانتره این است که با حذف آب، وزن ماده غذایی کاهش یافته و بنابراین حمل و نقل آن راحت‌تر و با صرف هزینهٔ کمتر صورت می‌گیرد. به علاوه کنسانتره را به راحتی در هنگام مصرف با اضافه نمودن حلال (معمولاً آب)، به حالت اولیه خود برگردانده و مصرف می‌کنند.
در این روش در واقع از میوه‌ها اسانس یا عصاره تهیه می‌نمایند و از مخلوط نمودن این اسانس با شکر و آب، انواع آبمیوه را تهیه می‌کنند. در این روش  تولید کنسانتره میوه مانند انگور، هلو، سیب، آلبالو، لیمو و ... برای استفاده به عنوان طعم دهنده در صنایع غذایی و شربت استفاده میشود که مزیت آن نسبت به خود میوه ماندگاری طولانی تر میباشد.